# Gweru
Gweru, ou Guelo, é uma cidade no centro do Zimbabué. Localizada perto do centro geográfico do país, é a capital da Província de Midlands. Tem uma população de 141,862 habitantes (2013).

## Historia
Originalmente uma área conhecida pelo povo andebele como "The Steep Place" por causa das margens altas do rio Gweru, em 1894 tornou-se o local de um posto avançado militar estabelecido por Leander Starr Jameson. Em 1914 atingiu o status municipal, e em 1971 tornou-se uma cidade.

## Economia
Gweru é conhecida por suas atividades agrícolas, com culturas de vegetais, pecuária de corte do gado bovino e jardinagem para o mercado de exportação, para países vizinhos.

## Infraestrutura
Gweru possui uma das mais importantes estações ferroviárias do Caminho de Ferro de Machipanda, que a conecta ao porto da Beira e à Bulavaio. Possui acesso próximo também ao Caminho de Ferro do Limpopo, via cidade suburbana de Somabula.